# 噂のベイ・シティ・ローラーズ
| 専門評論家によるレビュー | 専門評論家によるレビュー |
| レビュー・スコア         | レビュー・スコア         |
| 出典                     | 評価                     |
| ------------------------ | ------------------------ |
| AllMusic                 | [ 1 ]                    |

『噂のベイ・シティ・ローラーズ』（うわさのベイ・シティ・ローラーズ、Once Upon a Star）は、ベイ・シティ・ローラーズの2枚目のスタジオ・アルバム。

## 解説
1975年5月にリリースされたこのアルバムは、全英シングルチャート首位に立ったシングル「バイ・バイ・ベイビー」を収録し、セッション・ミュージシャンに頼らず、メンバー自身が自分たちの音楽を演奏した初めてのアルバムであった。
もともとノビー・クラークがボーカルだった1971年に、アルバム未収録のシングルとして発売されていた「朝まで踊ろう」も、レスリー・マッコーエンのボーカルで改めて録音され、このLPに収録された。

## トラックリスト

### Side one
1. バイ・バイ・ベイビー "Bye, Bye, Baby" (Bob Gaudio, Bob Crewe) – 2:50
2. ディスコ・キッド "The Disco Kid" (Eric Faulkner, Stuart Wood) – 3:16
3. いとしのジュネ "La Belle Jeane" (Faulkner, Wood) – 4:01
4. 青春の誓い "When Will You Be Mine" (Johnny Goodison, Phil Wainman) – 2:32
5. エンジェル・ベイビー "Angel Baby" (Faulkner, Wood)
6. 朝まで踊ろう "Keep On Dancing" (Allen Jones, Willie David Young) – 2:42

### Side two
1. 想い出のスター "Once Upon a Star" (Faulkner, Wood) – 3:00
2. 恋のレッツ・ゴー "Let's Go (A Huggin' and a Kissin' in the Moonlight)" (Goodison, Wainman) – 3:28
3. マリーナの微笑み "Marlina" (Eric Faulkner, Les McKeown, Stuart Wood) – 3:01
4. ひとりぼっちの十代 "My Teenage Heart" (Faulkner, Wood) – 2:31
5. ロックン・ロール・ハネムーン "Rock & Roll Honeymoon" (Goodison, Wainman) – 2:45
6. 夢見る恋人 "Hey! Beautiful Dreamer" (Faulkner, McKeown, Wood) – 3:49

## 2004年のイギリス・リイシュー盤
2004年のベル・レコードのCDリイシュー盤には、1974年のシングル「明日に恋しよう (All of Me Loves All of You)」、そのB面曲「ローラーズのバンプ (The Bump)」、1971年のシングル・バージョンの「朝まで踊ろう」、「オールライト (Alright)」、「愛は君だけに (It's for You)」と、5曲のボーナス・トラックが収録された。「ひとりぼっちの十代」はマスターテープ紛失のため、モノミックスで収録されている。

## パーソネル

### グループ・メンバー
- レスリー・マッコーエン – リード・ボーカル
- エリック・フォークナー – アコースティック/エレクトリック・ギター、バッキング・ボーカル、マンドリン、バイオリン
- スチュアート・ウッディ・ウッド – アコースティック/エレクトリック・ギター、バッキング・ボーカル、ピアノ、ベース
- アラン・ロングミュアー – ベース、バッキング・ボーカル、アコーディオン
- デレク・ロングミュアー – ドラムス

### その他
- Melvyn Abrahams – エンジニアリング
- Barry Hammond – エンジニアリング
- ジョン・パッシェ（英語版） – カバー・デザイン
- Nick Ryan – エンジニアリング
- Peter Tattersall – エンジニアリング
- フィル・ワインマン – 制作

## チャート
| チャート（1975年）                                         | 最高位 |
| ---------------------------------------------------------- | ------ |
| オーストラリア（ケント・ミュージック・レポート、アルバム） | 4      |
| フィンランド（スオメン・ヴィラリネン・リスタ、アルバム）   | 3      |
| アイルランド（IRMA）                                       | 1      |
| 日本（オリコンチャート、アルバム）                         | 26     |
| ニュージーランド（RIANZ、アルバム）                        | 30     |
| ノルウェー（ヴェーゲー・リスタ）                           | 17     |
| スウェーデン（スヴァリイェトプリストン）                   | 34     |
| イギリス（全英アルバムチャート/OCC）                       | 1      |
| ジンバブエ（ZIMA）                                         | 12     |